# Rezeda (keresztnév)
A Rezeda újabb keletű névalkotás a rezeda virágnévből, régi magyar személynévként a réz ásványra utalt.

## Gyakorisága
Az 1990-es években szórványos név, a 2000-es években nem szerepel a 100 leggyakoribb női név között.

## Névnapok
- május 17.[2]